# Maison de Cogne Gérard Dayné
Il museo etnografico Maison de Cogne Gérard Dayné (pron. fr. AFI: [mezɔ̃ də kɔɲ ʒeʁaʁ dajne]), spesso abbreviato in Maison Gérard Dayné o Maison de Cogne Gérard Dayné, è un museo valdostano che ha sede in  un'antica casa rurale in località Sonveulla a Cogne.
La Maison de Cogne, fino agli anni 2010 gestita dalla Fondation Grand-Paradis, è oggi gestita dalla Cooperativa Mines de Cogne, che organizza visite guidate al museo etnografico e alle miniere di Cogne di Costa del Pino.
Prende il nome dalle due famiglie proprietarie storiche, Gérard e Dayné, cognomi diffusi nella valle di Cogne.

## Descrizione

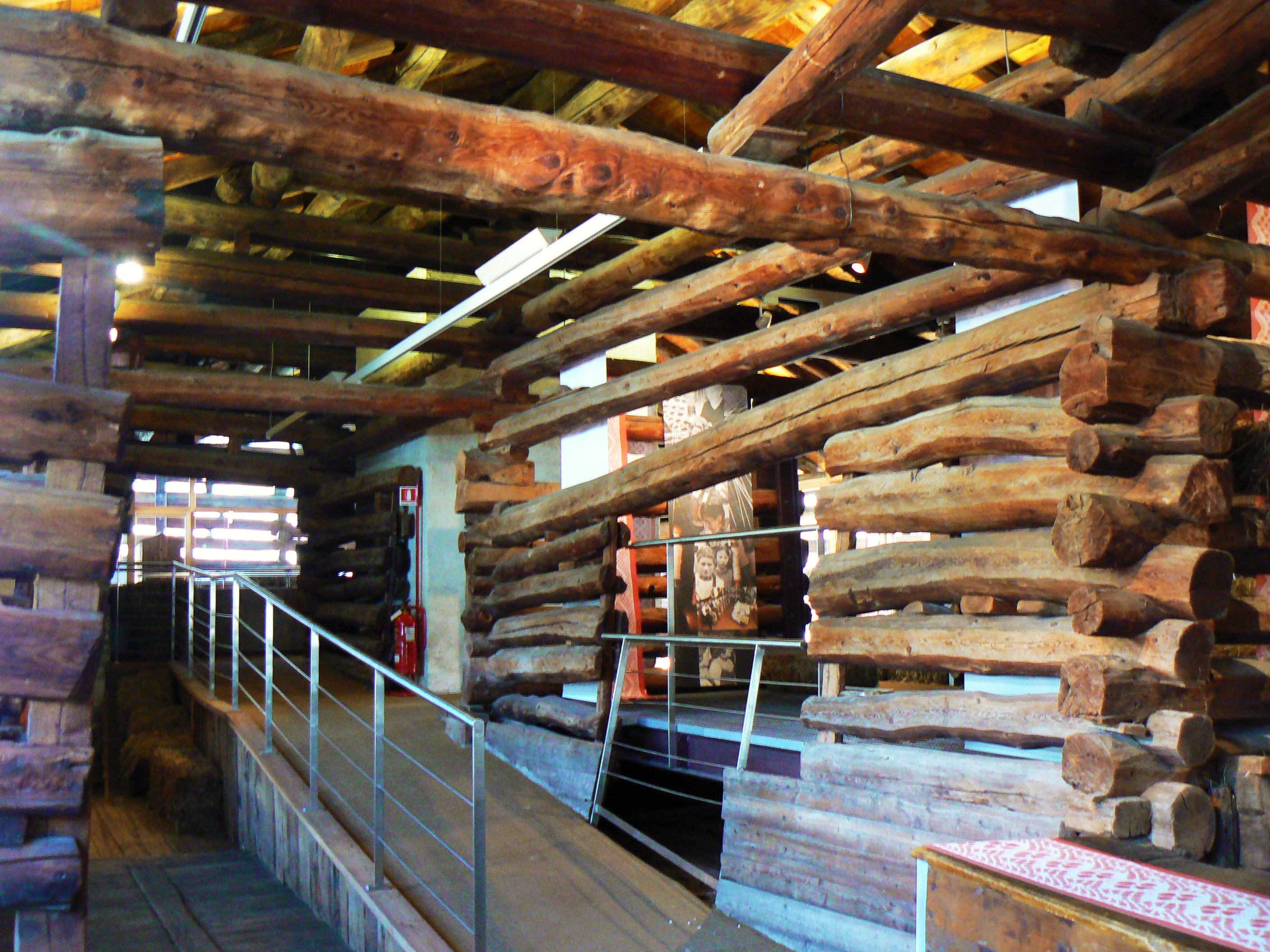
Il fienile.

Tipico esempio di architettura rurale valdostana rappresentativo delle abitazioni tradizionali della Valle di Cogne, il nucleo originario della Maison Gérard Dayné risale al XVII secolo.
L'edificio è costruito in pietra e legno e include otto corpi di fabbrica disposti a "L". Rimaneggiato nel corso del tempo, l'attuale complesso architettonico è databile alla prima metà dell'Ottocento.

## La mostra
Il percorso della visita si snoda attraverso gli ambienti funzionali della stalla-abitazione: l'ingresso è costituito da la cor, una corte coperta che funge da transizione tra l'interno e l'esterno; si accede quindi a lo beu ("stalla" in patois cognein), luogo di vita quotidiana in cui la separazione tra lo spazio per gli animali e lo spazio per gli uomini non è netta, per sfruttare il riscaldamento animale nei lunghi mesi freddi. Questa coabitazione tra uomini e animali, perdurata a Cogne fino al XX secolo, è rappresentativa delle condizioni materiali di vita in montagna e delle soluzioni funzionali trovate dagli abitanti per la loro sopravvivenza.
La visita prosegue nella mézòn de fouà (lett. "casa del fuoco" in patois cognein), ossia la zona di lavorazione del latte e trasformazione degli alimenti destinati alla famiglia.
Le cantine interrate sono dedicate alla conservazione nei mesi invernali dei prodotti alimentari come il formaggio, il vino e le verdure.
Conclude la visita il fienile, in cui le suggestive travi in legno a vista fanno da cornice per le esposizioni temporanee. Un'ultima sala è occupata dalla mostra permanente sul costume tradizionale di Cogne.
Dal 2011, due sale del museo espongono vari oggetti antichi della Collezione Ceriana.
Il museo ospita eventi e incontri culturali.
Una parte della struttura è adibita a spazio di coworking.

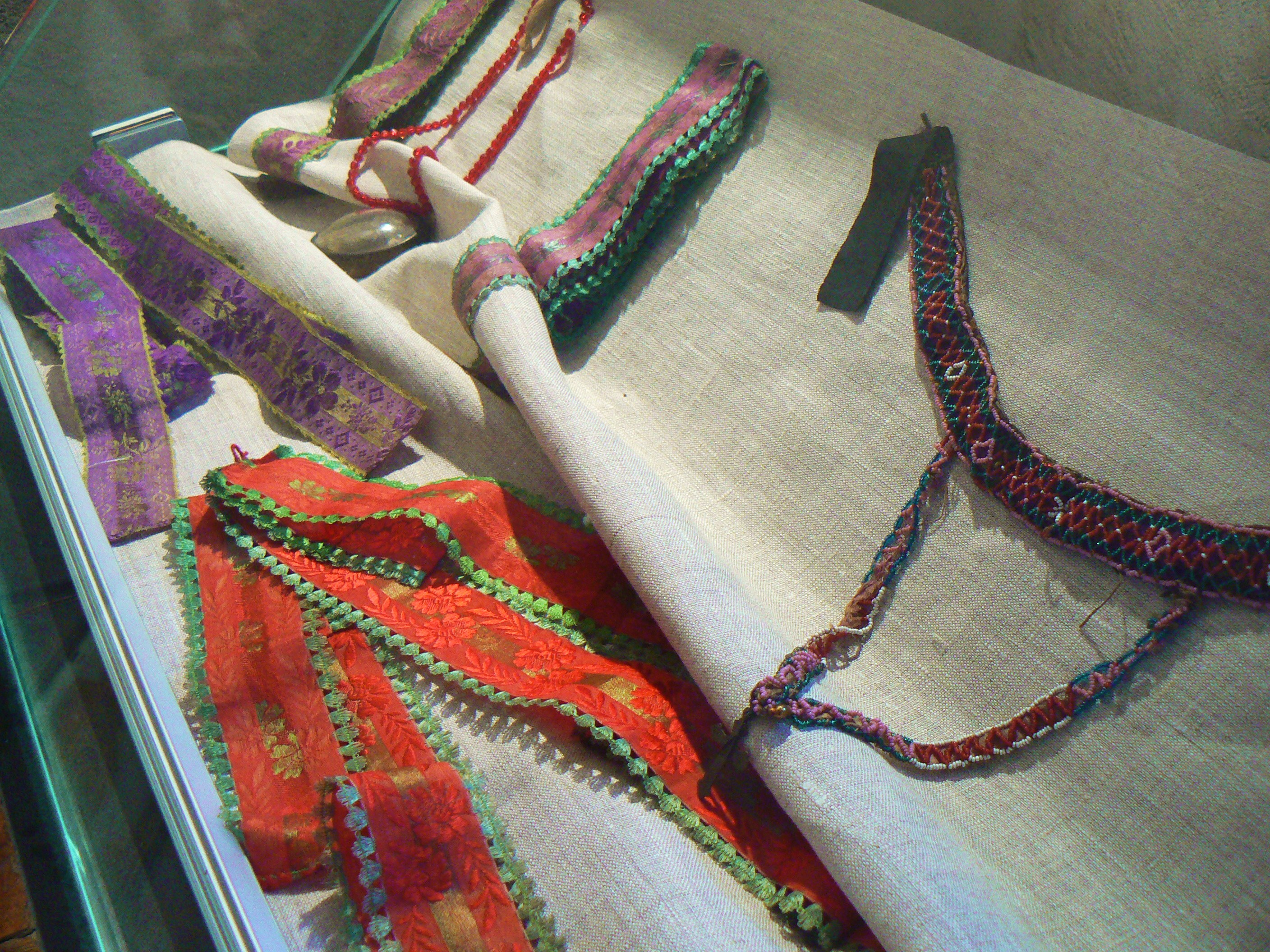
Pizzi al tombolo della Collezione Ceriana.
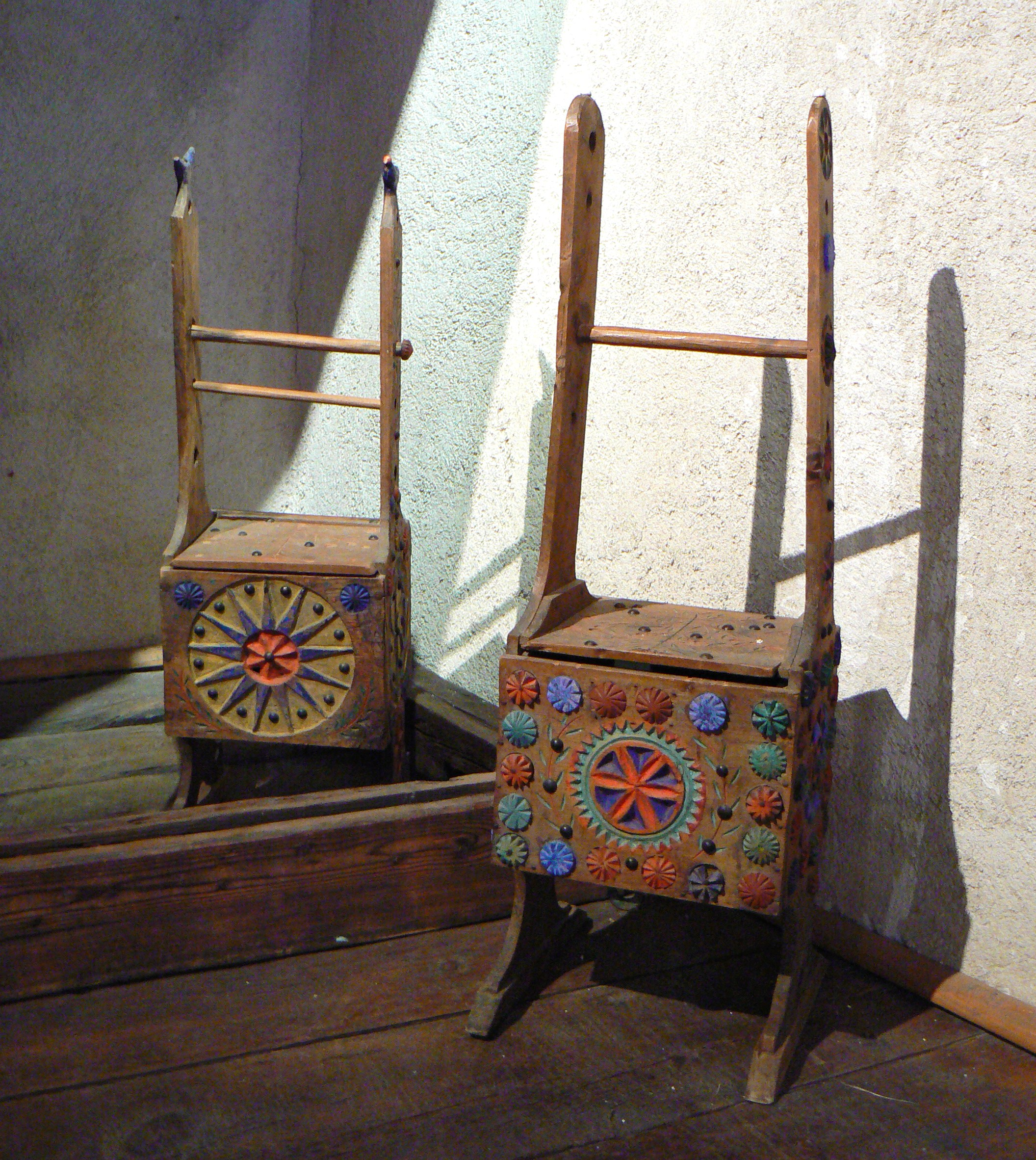
Tomboli della Collezione Ceriana.
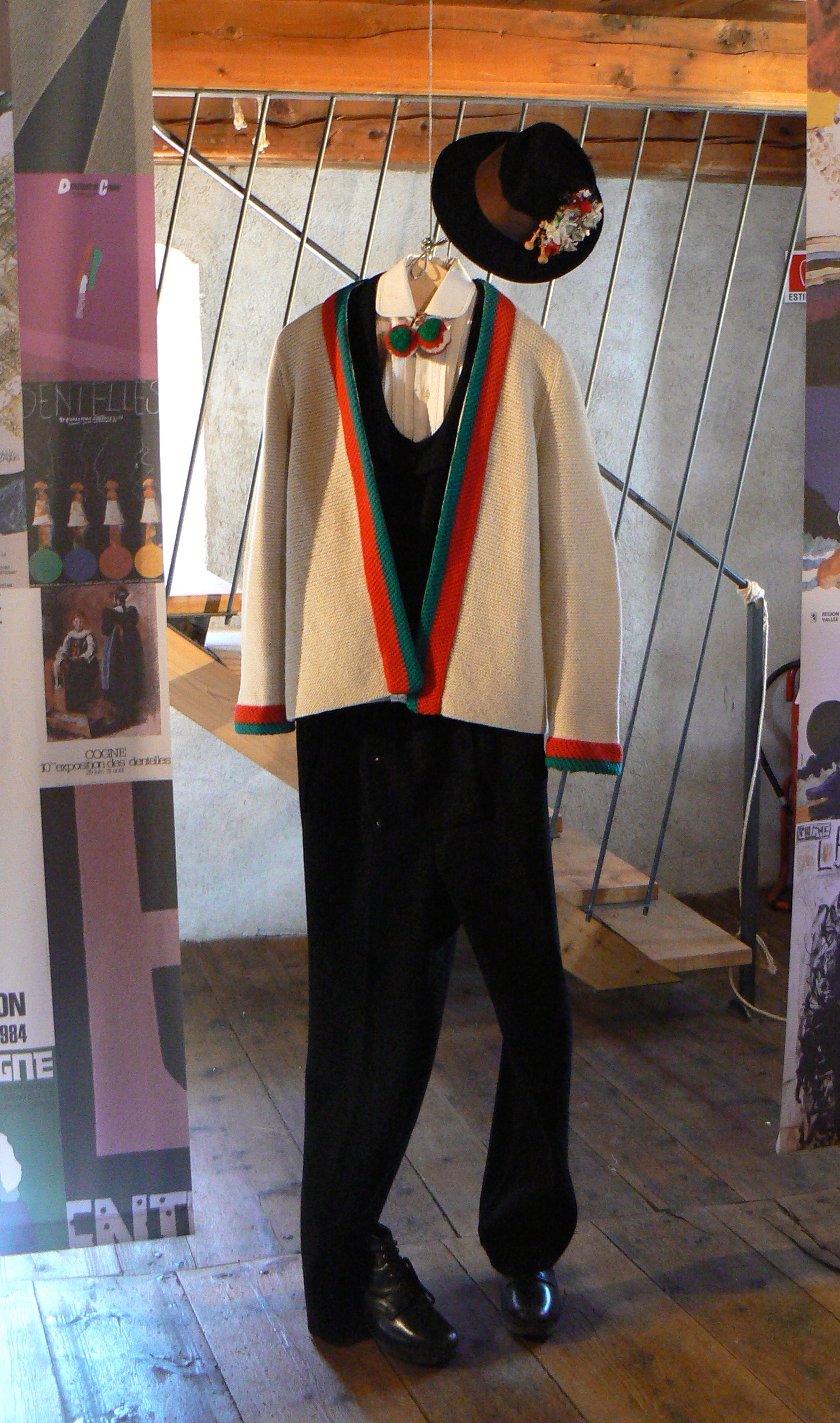
Costume maschile tradizionale di Cogne.
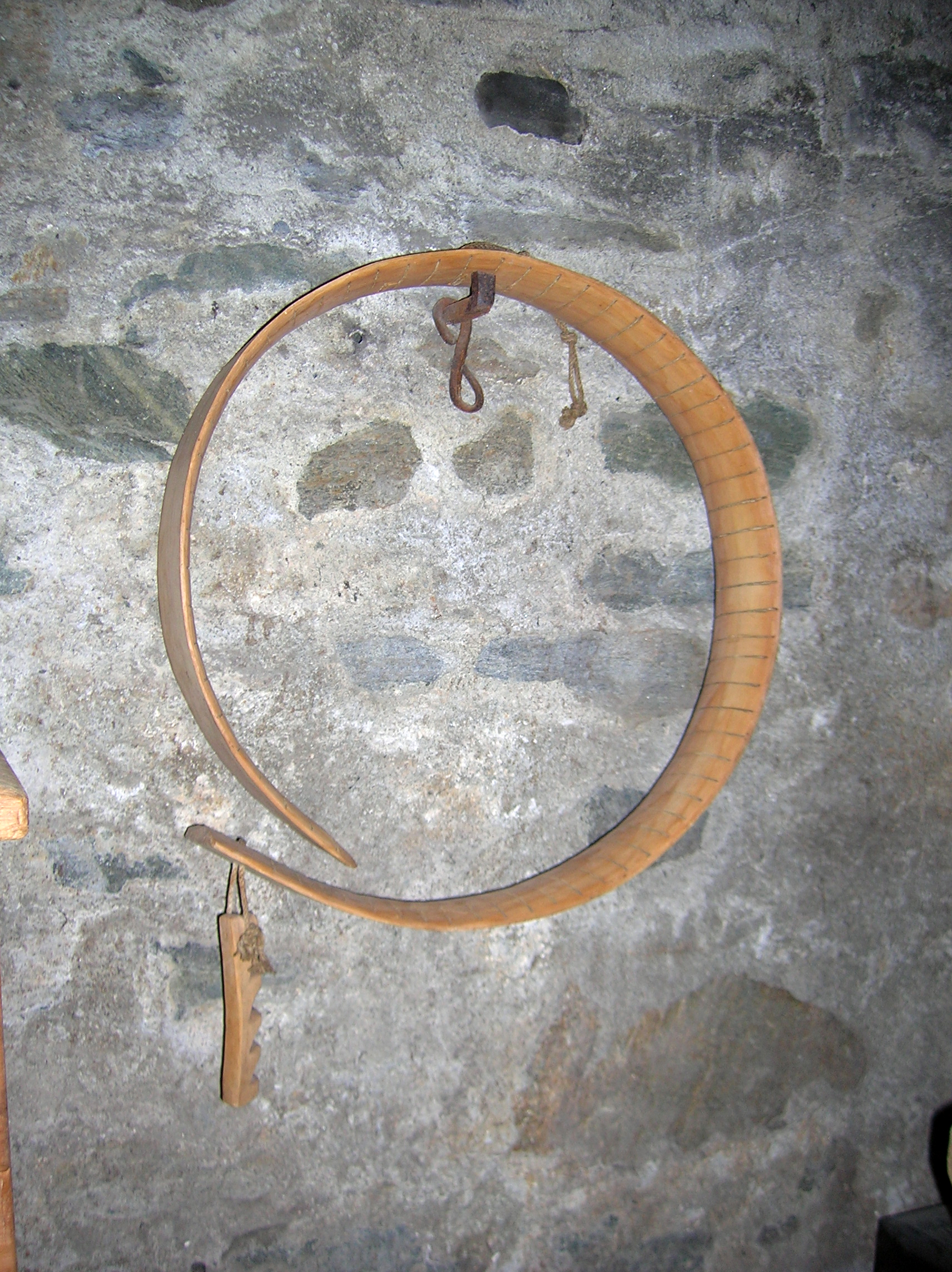
Fascera per la fontina.
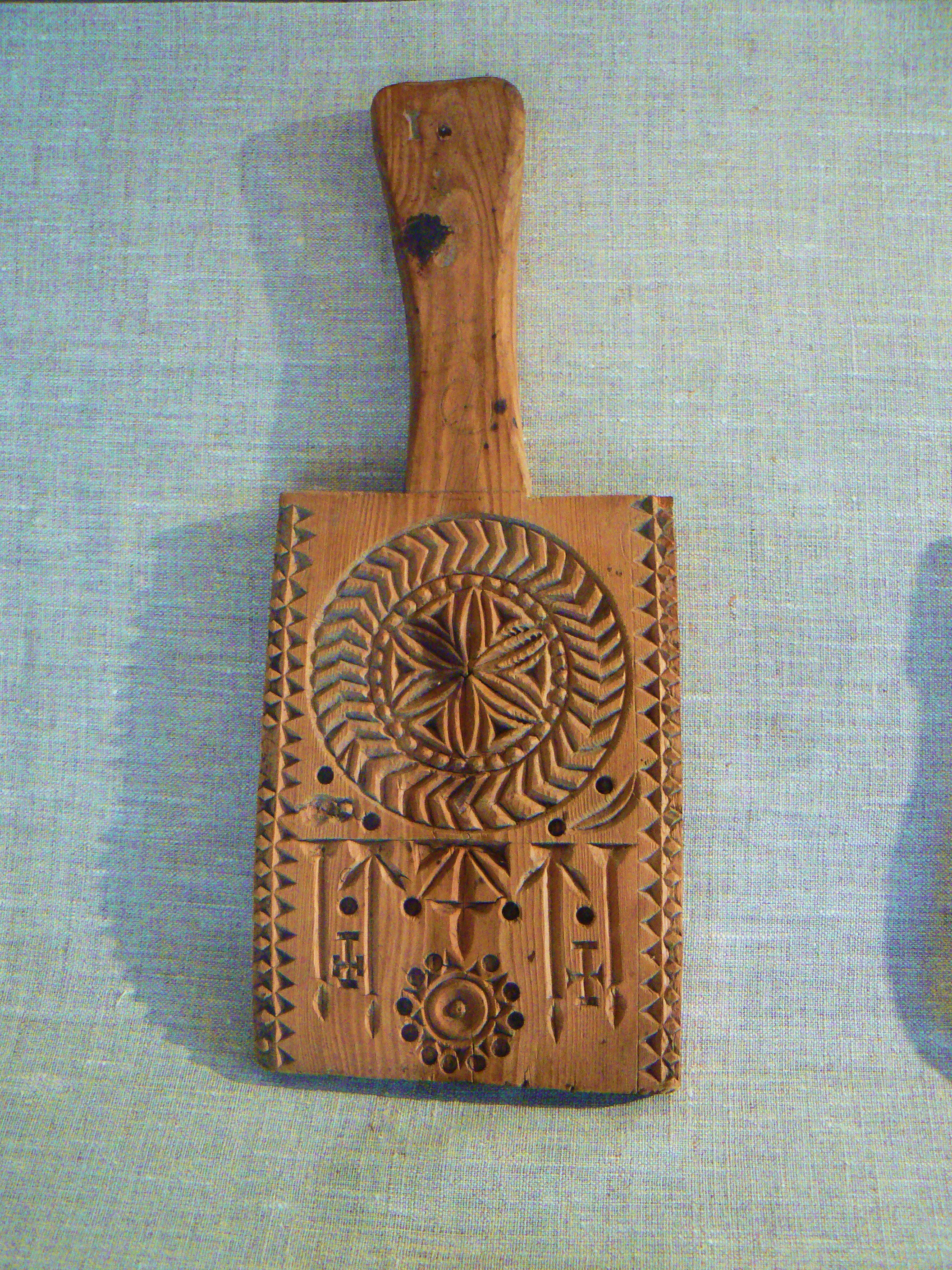
Tagliere intagliato della Collezione Ceriana.